# Subitizing

Semplice contare o subitizing?

Il termine subitizing è stato coniato nel 1949 da E.L. Kaufman e si riferisce alla capacità di distinguere in modo rapido e accurato la quantità di un ridotto numero di oggetti o elementi. Il termine deriva dall'aggettivo latino subitus ("immediato") e indica la capacità di individuare quanti elementi sono presenti in una scena visibile, quando il numero di oggetti cade in un subitizing range. L'analoga capacità riferita a numeri grandi si riferisce al conteggio o alla stima, secondo il numero di oggetti visibili e secondo il tempo che si ha per rispondere (la stima risulta utile quando non si ha il tempo di procedere ad un conteggio).
L'accuratezza, la velocità e la precisione dipendono dal numero di elementi da enumerare. Fino a quattro elementi la discriminazione è rapida, accurata e precisa. All'aumentare del numero diminuisce l'accuratezza e la precisione. I tempi di risposta si allungano, richiedendo 250–350 millisecondi aggiuntivi per ogni elemento aggiunto oltre i quattro.

## Enumerazione e immagini residue

Numeri 1–10

Come suggerisce la derivazione del termine "subitizing", la capacità di produrre un valore attendibile deve tenere in considerazione la disposizione degli elementi (immagini residue  afterimages e illusioni ottiche).